# تامی بردت
تامی بردت (انگلیسی: Tommy Burdett; ۲۹ اکتبر ۱۹۱۵ – ۲۰۰۱ (۸۵−۸۶ سال)) بازیکن فوتبال اهل بریتانیا بود.
از باشگاه‌هایی که در آن بازی کرده‌است می‌توان به باشگاه فوتبال هال سیتی، باشگاه فوتبال لینکولن سیتی، باشگاه فوتبال بری، و باشگاه فوتبال فولام اشاره کرد.